# Francesco Riso
Francesco Riso (Palermo, 15 ottobre 1826 – Palermo, 1º maggio 1860) è stato un patriota italiano.

## Biografia
Di umili origini (era un idraulico), fu animato, fin da ragazzo, dagli ideali risorgimentali e fu sempre avverso ai Borbone, contro i quali organizzò diversi tentativi di cospirazione.
Partecipò all'insurrezione della Fieravecchia nel gennaio 1850 a Palermo; fece parte dei comitati segreti; diresse la rivolta della Gancia del 4 aprile 1860, durante la quale rimase ferito. Catturato, morì in ospedale, mentre il padre e altri dodici insorti furono fucilati.
È ricordato a Palermo con un busto eretto nel Giardino Garibaldi di Piazza Marina e sul «Monumento ai caduti del 1848 e del 1860» progettato nel 1885 da Giuseppe Damiani Almeyda nel Cimitero di Sant'Orsola.